# Mango (zpěvák)
Giuseppe "Pino" Mango (6. listopadu 1954 Lagonegro – 8. prosince 2014 Policoro), známý jako Mango, byl italský zpěvák a hudební skladatel. Ve svých písních spojoval pop, rock, folk a world music. Byl znám svým širokým hlasovým rozsahem. Nejvíce se proslavil písní Oro z jeho průlomového alba Odissea z roku 1986. Mezi další hity patří Lei verrà, Mediterraneo, Bella d'estate, Amore per te, Come Monnalisa, Nella mia città a La rondine. Psal písně i pro jiné zpěváky, jako byli Patty Pravo, Loredana Bertè nebo Andrea Bocelli. Části jeho repertoáru převzali Anna Mina Mazzini, Mia Martini, Leo Sayer nebo Hélène Ségara. 7. prosince 2014 Mango utrpěl infarkt během koncertu v Policoro v provincii Matera. Při zpěvu písně Oro zvedl ruku a řekl davu v italštině "promiňte". Pak se zhroutil. Zemřel před příjezdem do nemocnice v časných ranních hodinách následujícího dne. Jeho dcera Angelina Mango se stala také známou zpěvačkou.

## Diskografie

### Studiová alba
- La mia ragazza è un gran caldo (1976)
- Arlecchino (1979)
- È pericoloso sporgersi (1982)
- Australia (1985)
- Odissea (1986)
- Adesso (1987)
- Inseguendo l’aquila (1988)
- Sirtaki (1990)
- Come l'acqua (1992)
- L'Oro Di Mango (1993)
- Mango (1994)
- Credo (1997)
- Disincanto (2002)
- Ti porto in Africa (2004)
- Ti amo così (2005)
- L’albero delle fate (2007)
- La terra degli aquiloni (2011)